# Oz Zehavi

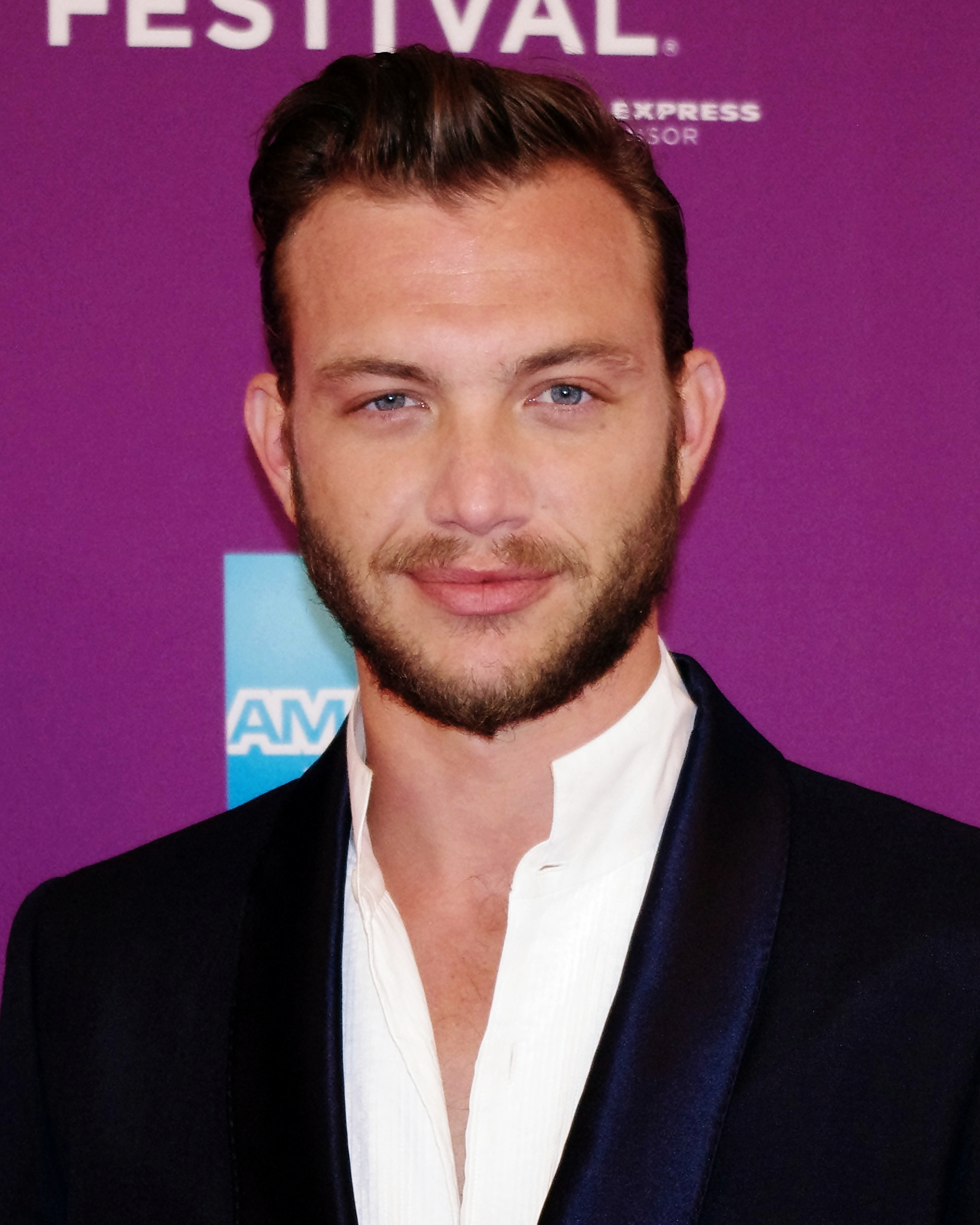
Oz Zehavi (2012)

Oz Zehavi (hebräisch עוז זהבי; * 24. Juni 1983 in Rischon LeZion) ist ein israelischer Schauspieler.

## Leben und Karriere
Zahavi trat der Fallschirmjägerbrigade der israelischen Streitkräfte bei und diente im besetzten Hebron. Seine erste Fernsehrolle spielte er in einer Sendung mit Yael Bar Zohar und Michal Yannai. Sein Schaffen für Film und Fernsehen seit 2002 umfasst rund 30 Produktionen.
Er hatte 2012 eine Gastrolle in der amerikanischen Dramaserie Southland des amerikanischen Senders TNT.
Er nahm an der israelischen Version von The Masked Singer teil.

## Filmografie (Auswahl)
- 2002: Shemesh (Fernsehserie, Folge 11x05)
- 2007–2009: Ha-E (Fernsehserie, 80 Folgen)
- 2010: Hitganvut Yehidim
- 2010–2011: Asfur (Fernsehserie, 60 Folgen)
- 2012: Southland (Fernsehserie, Folge 8x04)
- 2012: Yossi
- 2013: Die Unvergessenen
- 2013: Paradise Cruise
- 2014: Bordering on Bad Behavior
- 2014–2015: Zaguri (Fernsehserie, 28 Folgen)
- 2016: Eine, die sich traut
- 2020: Anachnu HaMahapecha
- 2021: Plan A – Was würdest du tun?
- 2022: The Good City (Fernsehserie, 6 Folgen)
- 2022: Magpie (Fernsehserie, 2 Folgen)
- 2023: 4:20 (Fernsehserie, 18 Folgen)
- 2023: Checkout